# Абедини, Эрис
Эрис Абедини (алб. Eris Abedini; род. 29 августа 1998, Соренго, Швейцария) — косовский футболист, полузащитник косовского клуба «Балкани» и национальной сборной Косово. Ранее, будучи уроженцем Швейцарии, выступал за молодёжные сборные Швейцарии.

## Клубная карьера
Будучи воспитанником швейцарского клуба «Лугано», Абедини начинал свою профессиональную карьеру, выступая на правах двухлетней аренды за швейцарский «Кьяссо». 19 мая 2018 года Абедини дебютировал на профессиональном уровне за «Лугано», выйдя на поле в матче Швейцарской Суперлиги против «Цюриха», закончившемся со счётом 1:1.
4 января 2019 года Абедини был отдан в аренду в команду «Винтертур» на оставшуюся часть сезона. 16 июля 2019 года полузащитник перешёл в «Виль», заключив с ним контракт, рассчитанный до июня 2021 года.
3 октября 2020 года Абедини стал футболистом клуба испанской Сегунды B «Гранада Б», подписав с ним однолетний контракт с возможностью продления ещё на два сезона. 8 ноября 2020 года он был вызван в основную команду «Гранады» на выездной матч Ла Лиги против «Реал Сосьедада», став первым косовцем, попавшим в основной состав этого клуба. Тем не менее Абедини так и провёл весь матч на скамейке запасных, в котором «Гранада» проиграла со счетом 0:2 на стадионе «Аноэта».
29 декабря 2021 года Абедини подписал контракт с «Винтертуром» до лета 2023 года.

## Карьера в сборной
Абедини родился в Швейцарии и имеет косовское албанское происхождение. Он успел поиграть за молодежные сборные Швейцарии, прежде чем стал футболистом сборной Косово. 16 ноября 2022 года Абедини дебютировал в составе главной национальной команды в товарищеском ничейном (2:2) матче с Арменией.